# Stictocephala taurina
Stictocephala taurina (лат.) — вид полужесткокрылых насекомых из семейства горбаток. Неарктика.

## Распространение
Область распространения включает Северную Америку: США, Канада.

## Описание
Длина около 7,5 мм, основная окраска тела зелёная. Полифаги.

## Систематика
Вид был впервые описан в 1856 году американским энтомологом Аса Фитч (1809—1879) под названием Ceresa taurina Fitch, 1856. Позднее включен в состав рода Stictocephala.